# Ante Vukušić
Ante Vukušić (n. 4 iunie 1991, Sinj, Cantonul Split-Dalmația, Croația) este un fotbalist croat liber de contract, care joacă pe post de atacant. Pe plan internațional, are prezențe la națională pentru Croația U18⁠(d), Croația U-19⁠(d), Croația U-21⁠(d) și Croația.